# 寂静岭 (电影)
是2006年公映的加拿大恐怖电影，改编自日本科乐美开发的同名恐怖游戏第一部。由克里斯多夫·甘斯执导，朗妲·米契、蘿莉·荷登、乔黛尔·弗兰和西恩·賓主演。續集《沉默之丘：啟示錄3D》則在2012年上映。

## 劇情
蘿絲（Rose，朗妲·米契飾）的養女雪倫（Sharon，乔黛尔·弗兰飾）患有夢遊症，且在夢中多次提及一個名為「沉默之丘」的小鎮。為尋求答案，蘿絲不顧丈夫克里斯多夫（Christopher，西恩·宾飾）的反對，某天晚上带著雪倫駕車前往沉默之丘。然而，在接近小鎮時，一名女警西碧兒（Cybil，蘿莉·荷登飾）因懷疑蘿絲試圖遺棄雪倫而展開追捕。蘿絲為擺脫追捕，駕車疾行時突然在路上看到一名神秘女孩，為閃避而撞上路邊，並失去知覺。
當蘿絲醒來時，發現雪倫已失蹤，而小鎮被白霧籠罩，空中不斷飄落灰燼。蘿絲在荒涼的小鎮上尋找雪倫，途中首次經歷沉默之丘「表世界」（Fog World）與「裡世界」（Otherworld）的交替，並遇見一名神秘婦人妲麗亞（Dahlia）。妲麗亞告訴蘿絲自己的女兒亞莉莎（Alessa，乔黛尔·弗兰飾）曾被村民欺凌，並在看到雪倫的照片後認為她就是亞莉莎的化身。蘿絲擺脫妲麗亞後試圖聯絡丈夫，卻被再次出現的西碧兒阻止。西碧兒在得知雪倫失蹤後，打算將蘿絲逮捕並帶回警署，但兩人發現返回的路已變成斷崖，只能繼續在鎮上尋找出路。
同時，克里斯多夫在警長湯瑪斯（Thomas，金·高斯飾）的陪同下，在「真實世界」的沉默之丘中尋找蘿絲與雪倫，但由於他們身處不同空間，無法相見。克里斯多夫後來從警署資料中得知，沉默之丘約三十年前因煤礦大火而被廢棄，並在一張舊照片中發現與雪倫長得一模一樣的女孩（亞莉莎）。然而，湯瑪斯警告克里斯多夫不要繼續調查，克里斯多夫被迫返回家中。
在鎮上，蘿絲和西碧兒遇見村民安娜（Anna），並在她的帶領下前往教堂躲避「裡世界」的降臨。然而，安娜因試圖攻擊妲麗亞而未及進入教堂，被怪物殺害。教堂內的村民屬於一個由克莉絲塔貝拉（Christabella，艾丽丝·克里奇飾）領導的宗教團體。克莉絲塔貝拉告訴蘿絲，只有某個「惡魔」知道雪倫的下落，並帶著她和西碧兒前往當地醫院。然而，當克莉絲塔貝拉看見雪倫的照片後，立即指控蘿絲與西碧兒為女巫。為保護蘿絲，西碧兒故意被俘，而蘿絲則成功進入醫院地下層。
在地下病房，蘿絲發現全身重度燒傷的亞莉莎，並見到一名與雪倫長得極為相似、自稱「黑暗亞莉莎」的女孩。黑暗亞莉莎向蘿絲揭示真相：這個宗教團體長期以焚燒「女巫」作為儀式獻祭神靈。三十年前，亞莉莎因在單親家庭成長而遭受欺凌，後來在學校被一名校工侵犯。妲麗亞將此事告訴克莉絲塔貝拉後，答應讓他們透過儀式「淨化」亞莉莎。然而，妲麗亞最終被拒諸門外，才驚覺克莉絲塔貝拉的邪惡本性並報警。在儀式中，亞莉莎被火刑焚燒但奇蹟生還，卻因意外嚴重燒傷。她的痛苦與憤怒實體化為黑暗亞莉莎，將所有教徒困在由她創造的惡夢世界中，而雪倫則是亞莉莎內心善良與純潔的分離體。
蘿絲答應讓黑暗亞莉莎附身，回到教堂向克莉絲塔貝拉及其追隨者復仇。蘿絲發現西碧兒已被火刑處死，而雪倫也面臨危險。蘿絲揭露克莉絲塔貝拉的罪行，卻被對方刺傷，蘿絲的鮮血成為連接「裡世界」的媒介。黑暗亞莉莎現身，殺死教堂內的所有人，唯有蘿絲、雪倫與妲麗亞倖存。離開沉默之丘後，蘿絲與雪倫回到家中，但四周依然籠罩著白霧，而他們與克里斯多夫仍無法相見。

## 製作
主要拍攝於2005年4月25日開始，取景地包括安大略省的布蘭特福德、漢密爾頓和布蘭普頓；曼尼托巴省的溫尼辟；新不倫瑞克省的聖喬治，以及多倫多的攝影棚和阿爾瑪學院。美國索尼影業以1400萬美元的價格購得該片在美國和拉丁美洲的發行權，並由其子公司三星影業負責發行。

## 演员
| 演员               | 饰演                                           |
| ------------------ | ---------------------------------------------- |
| 朗妲·米契          | 萝丝（Rose Da Silva），女主角，雪倫之養母      |
| 西恩·宾            | 克里斯多夫（Christopher Da Silva），雪倫之養父 |
| 乔黛尔·弗兰        | 雪倫（Sharon Da Silva）                        |
| 乔黛尔·弗兰        | 亞莉莎（Alessa Gillespie）                     |
| 蘿莉·荷登          | 西碧兒（Cybil Bennett），女警                  |
| 黛博拉·卡拉·乌格尔 | 妲麗亞（Dahlia Gillespie），亞莉莎之母         |
| 金·高斯            | 托马斯（Officer Thomas Gucci），警官           |
| 艾丽丝·克里奇      | 克莉絲塔貝拉 （Christabella），教團首腦        |

## 沉默之丘的历史背景
沉默之丘的原型是位于美国宾夕法尼亚州托卢卡湖边的森特勒利亚镇。它是一个被森林环绕的宁静小镇，也是一个度假、疗养的胜地。此地的最早历史可追溯至17世纪初，早期的英国殖民者在此地定居；而在這此地之前是当地原住民用于宗教活动的圣地。18世纪，一场奇怪的瘟疫使镇上的大量居民離奇染病身亡，活着的居民们纷纷逃离小镇，因此小镇有很长一段时间无人居住。19世纪初，英国将此地作为海外流放地开设监狱和“溪港”医院（Brookhaven Hospital）。1840年前后，小镇因监狱关闭再一次被废弃。19世纪50年代，另一批拓荒者在这里发现煤炭储藏，于是此地又一次繁荣起来。南北战争期间被小镇作为战俘营曾发生大规模虐杀战俘的行为。南北战争结束后战俘营关闭，这里开始成为旅游胜地。直到近代镇上开始活跃着一个由宗教狂热者组成的邪教团体，这一团体四处散布自己的末世论，主张用活人献祭的方法复活“神灵”，还利用当地的一种特殊植物来炼制毒品进行贩售。

## 三个世界
1. 現實世界：沒有任何怪物或怪異事情、被废弃多年的小镇。
2. 表世界：黑暗亞莉莎（Alessa）創造的空間，充滿白霧且天上漂下灰燼，連接鎮外及部分市內道路被截斷而成為斷崖，有少量怪物出沒。困於此空間內的人們無法被處於現實世界中的人看見，但其部分行動造成之影響能反映於現實世界中。也有另外一個說法是貝里絲特貝爾為了控制信仰而創造出來的空間 。
3. 裡世界：與表世界同為黑暗亞莉莎（Alessa）創造的空間，亞莉莎内心痛苦和压抑的反映。漆黑一片，满佈血腥、金屬和火焰且有各種怪物出沒。 [8][來源可靠？]

## 三個亞莉莎
1. 亞莉莎：三十多年前被当作女巫施以火刑的女孩，自意外後一直躺於醫院之地下室病房中，也是教友所指的“惡魔” 。
2. 亞莉莎的邪恶面：亞莉莎被严重烧伤后因极度的恐惧和仇恨所产生的實體化形象，外觀與當年身穿蓝紫色校服的亞莉莎相近，一直引导萝丝去追踪和解谜從而獲悉事情的真相。
3. 亞莉莎的善良面：亞莉莎被严重烧伤后餘下的良善之實體化形象，由亞莉莎的邪恶面送出到真实世界的修道院后由萝丝领养而成為雪倫。